# Associazione Calcio Juvenes/Dogana
El Associazione Calcio Juvenes/Dogana es un club de fútbol con sede en Serravalle, San Marino. Fue fundado en el año 2000 y juega en el Campeonato Sanmarinense de fútbol.

## Historia
Fue fundado en el año 2000 en la ciudad/municipio de Serravalle por la fusión de S.S. Juvenes y G.S. Dogana. Ha sido el único equipo de San Marino que ha participado en los campeonatos de fútbol de San Marino e Italia, aunque fuera a nivel aficionado en este último, hasta la temporada 2006/07.
A partir de 2007-2008, el club decidió centrarse solo en el campeonato de San Marino y ya no se inscribió en el italiano. En la temporada 2008-2009, el Juvenes-Dogana se convirtió en el segundo equipo de San Marino en la historia, después del S.S. Murata, en conseguir una plaza en la Copa de la UEFA.

## Palmarés

### Torneos nacionales
- Copa Titano (2): 2008-09, 2010-11

## Participación en competiciones de la UEFA
| Temporada | Competición        | Ronda            | Club            | Casa | Visita | Agregado |
| --------- | ------------------ | ---------------- | --------------- | ---- | ------ | -------- |
| 2008–09   | UEFA Europa League | Clasificatoria 1 | Hapoel Tel Aviv | 0–2  | 0–3    | 0–5      |
| 2009-10   | UEFA Europa League | Clasificatoria 2 | Polonia Warsaw  | 0–1  | 0–4    | 0–5      |
| 2011-12   | UEFA Europa League | Clasificatoria 2 | FK Rabotnički   | 0–1  | 0–3    | 0–4      |
| 2015-16   | UEFA Europa League | Clasificatoria 1 | Brondby IF      | 0-2  | 0-9    | 0-11     |